# Oudalle
Oudalle est une commune française située dans le département de la Seine-Maritime en région Normandie.

## Géographie

### Description
Commune située à une vingtaine de minutes du Havre.

### Communes limitrophes
| Rogerville | Saint-Aubin-Routot | Sandouville |
| Rogerville | Oudalle            | Sandouville |
| Rogerville | Seine              | Sandouville |

### Hydrographie
La commune est située dans le bassin Seine-Normandie. Elle est drainée par le canal de Tancarville, le Rogerval et la rivière d'Oudalle,,.
Le canal de Tancarville est un canal, chenal et un estuaire navigable d'une longueur de 28 km qui relie la commune de Tancarville au Havre, où il se jette dans la Manche. 
Un plan d'eau complète le réseau hydrographique : le plan d'eau 6 de la commune de Oudalle (1,73 ha),.

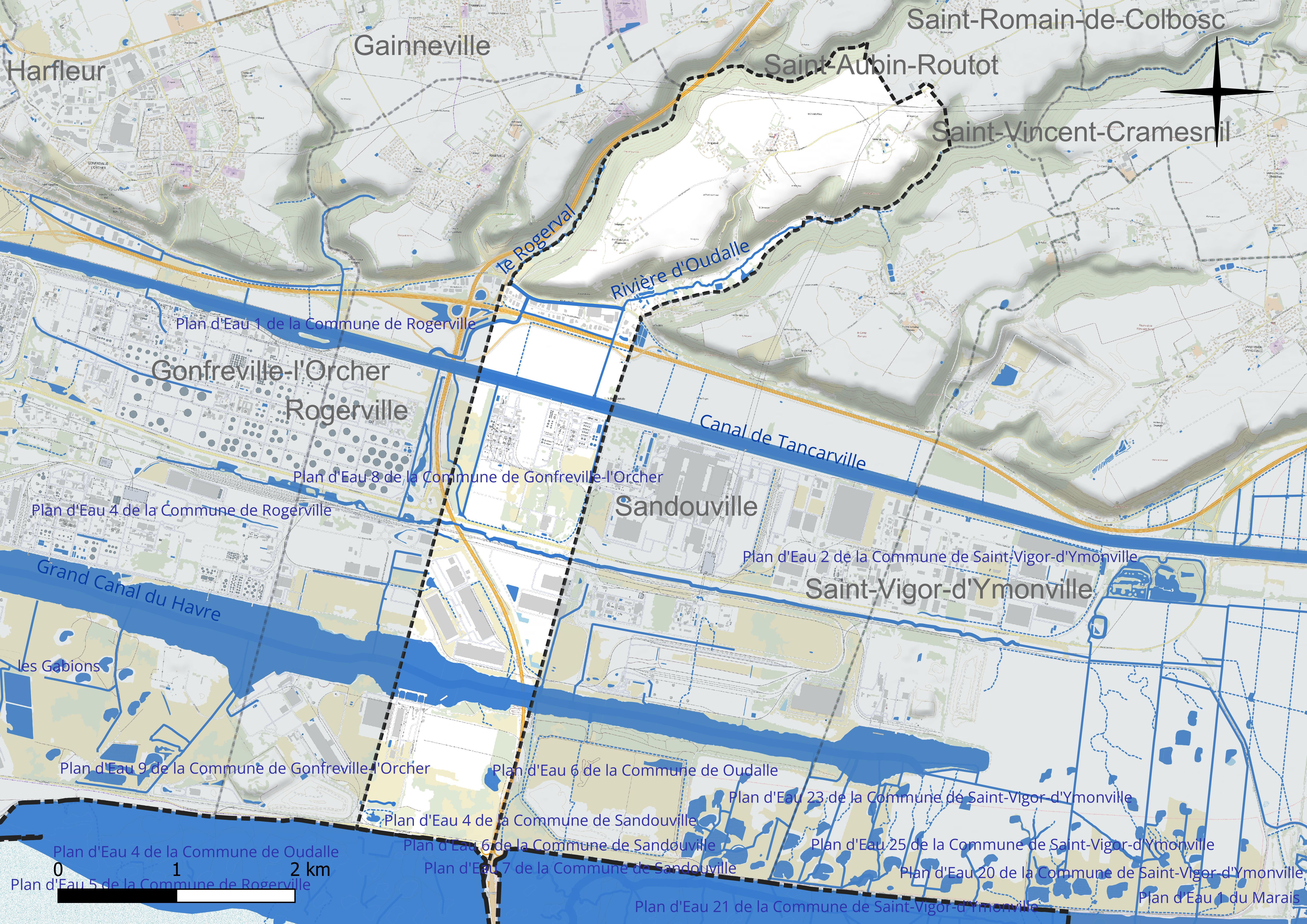
Réseau hydrographique d'Oudalle.

### Climat
Pour des articles plus généraux, voir Climat de la Normandie et Climat de la Seine-Maritime.
En 2010, le climat de la commune est de type climat océanique franc, selon une étude du CNRS s'appuyant sur une série de données couvrant la période 1971-2000. En 2020, Météo-France publie une typologie des climats de la France métropolitaine dans laquelle la commune est exposée à un climat océanique et est dans la région climatique Côtes de la Manche orientale, caractérisée par un faible ensoleillement (1 550 h/an) ; forte humidité de l’air (plus de 20 h/jour avec humidité relative > 80 % en hiver), vents forts fréquents. Parallèlement le GIEC normand, un groupe régional d’experts sur le climat, différencie quant à lui, dans une étude de 2020, trois grands types de climats pour la région Normandie, nuancés à une échelle plus fine par les facteurs géographiques locaux. La commune est, selon ce zonage, exposée à un « climat maritime », correspondant au Pays de Caux, frais, humide et pluvieux, légèrement plus frais que dans le Cotentin.
Pour la période 1971-2000, la température annuelle moyenne est de 10,6 °C, avec une amplitude thermique annuelle de 13,1 °C. Le cumul annuel moyen de précipitations est de 890 mm, avec 13,2 jours de précipitations en janvier et 8,6 jours en juillet. Pour la période 1991-2020, la température moyenne annuelle observée sur la station météorologique la plus proche, située sur la commune de Octeville-sur-Mer à 14 km à vol d'oiseau, est de 11,5 °C et le cumul annuel moyen de précipitations est de 790,7 mm,. Pour l'avenir, les paramètres climatiques de la commune estimés pour 2050 selon différents scénarios d'émission de gaz à effet de serre sont consultables sur un site dédié publié par Météo-France en novembre 2022.

## Urbanisme

### Typologie
Au 1er janvier 2024, Oudalle est catégorisée commune rurale à habitat dispersé, selon la nouvelle grille communale de densité à sept niveaux définie par l'Insee en 2022.
Elle est située hors unité urbaine. Par ailleurs la commune fait partie de l'aire d'attraction du Havre, dont elle est une commune de la couronne,. Cette aire, qui regroupe 116 communes, est catégorisée dans les aires de 200 000 à moins de 700 000 habitants,.
La commune, bordée par la Manche, est également une commune littorale au sens de la loi du 3 janvier 1986, dite loi littoral. Des dispositions spécifiques d’urbanisme s’y appliquent dès lors afin de préserver les espaces naturels, les sites, les paysages et l’équilibre écologique du littoral, tel le principe d'inconstructibilité, en dehors des espaces urbanisés, sur la bande littorale des 100 mètres, ou plus si le plan local d’urbanisme le prévoit.

### Occupation des sols
L'occupation des sols de la commune, telle qu'elle ressort de la base de données européenne d’occupation biophysique des sols Corine Land Cover (CLC), est marquée par l'importance des territoires agricoles (36,1 % en 2018), en diminution par rapport à 1990 (52,4 %). La répartition détaillée en 2018 est la suivante : 
zones industrielles ou commerciales et réseaux de communication (22,5 %), prairies (18,8 %), terres arables (17,3 %), forêts (13,5 %), zones humides côtières (10,1 %), milieux à végétation arbustive et/ou herbacée (6,4 %), eaux continentales (5 %), mines, décharges et chantiers (3,5 %), zones urbanisées (3 %). L'évolution de l’occupation des sols de la commune et de ses infrastructures peut être observée sur les différentes représentations cartographiques du territoire : la carte de Cassini (XVIIIe siècle), la carte d'état-major (1820-1866) et les cartes ou photos aériennes de l'IGN pour la période actuelle (1950 à aujourd'hui).

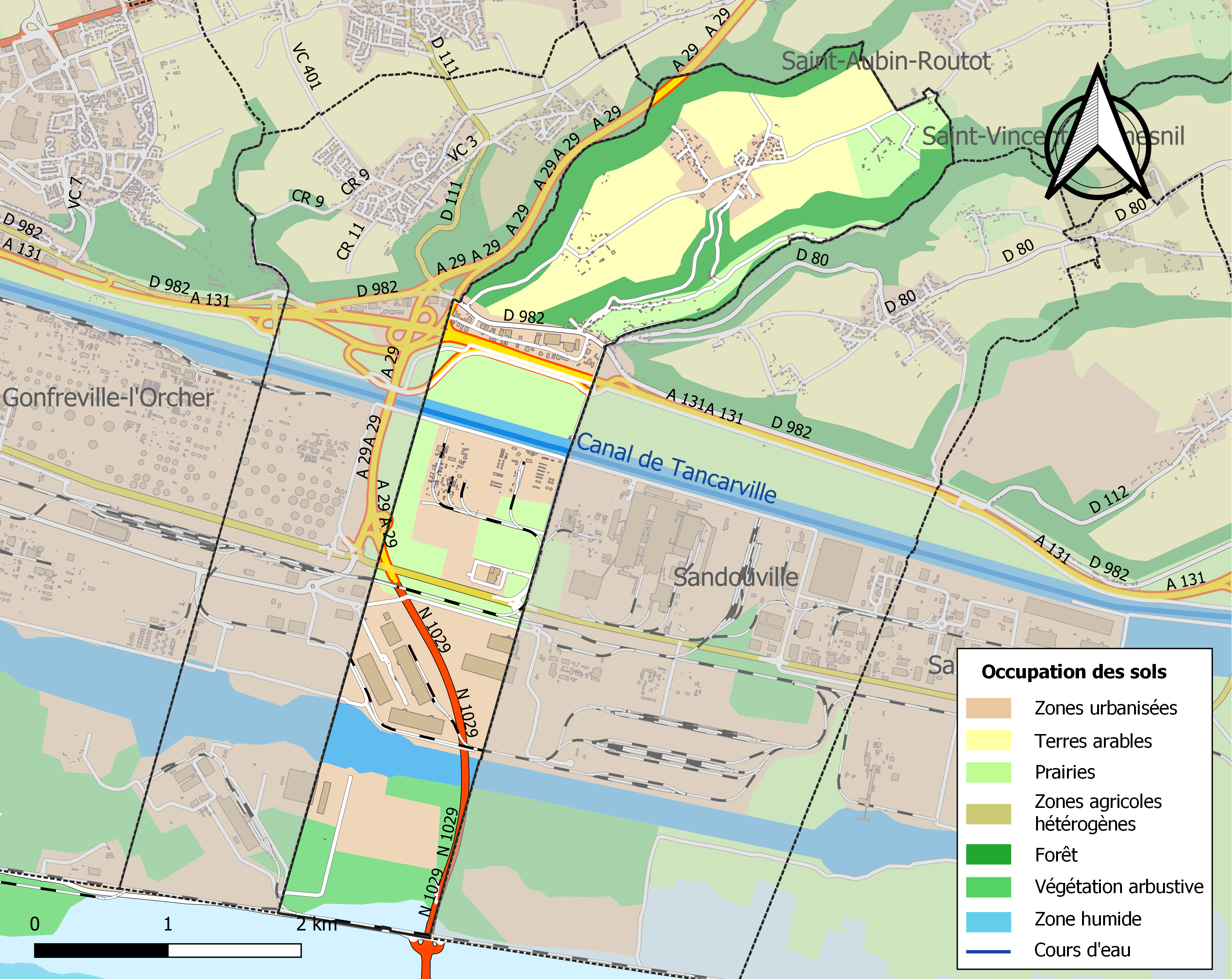
Carte des infrastructures et de l'occupation des sols de la commune en 2018 (CLC).
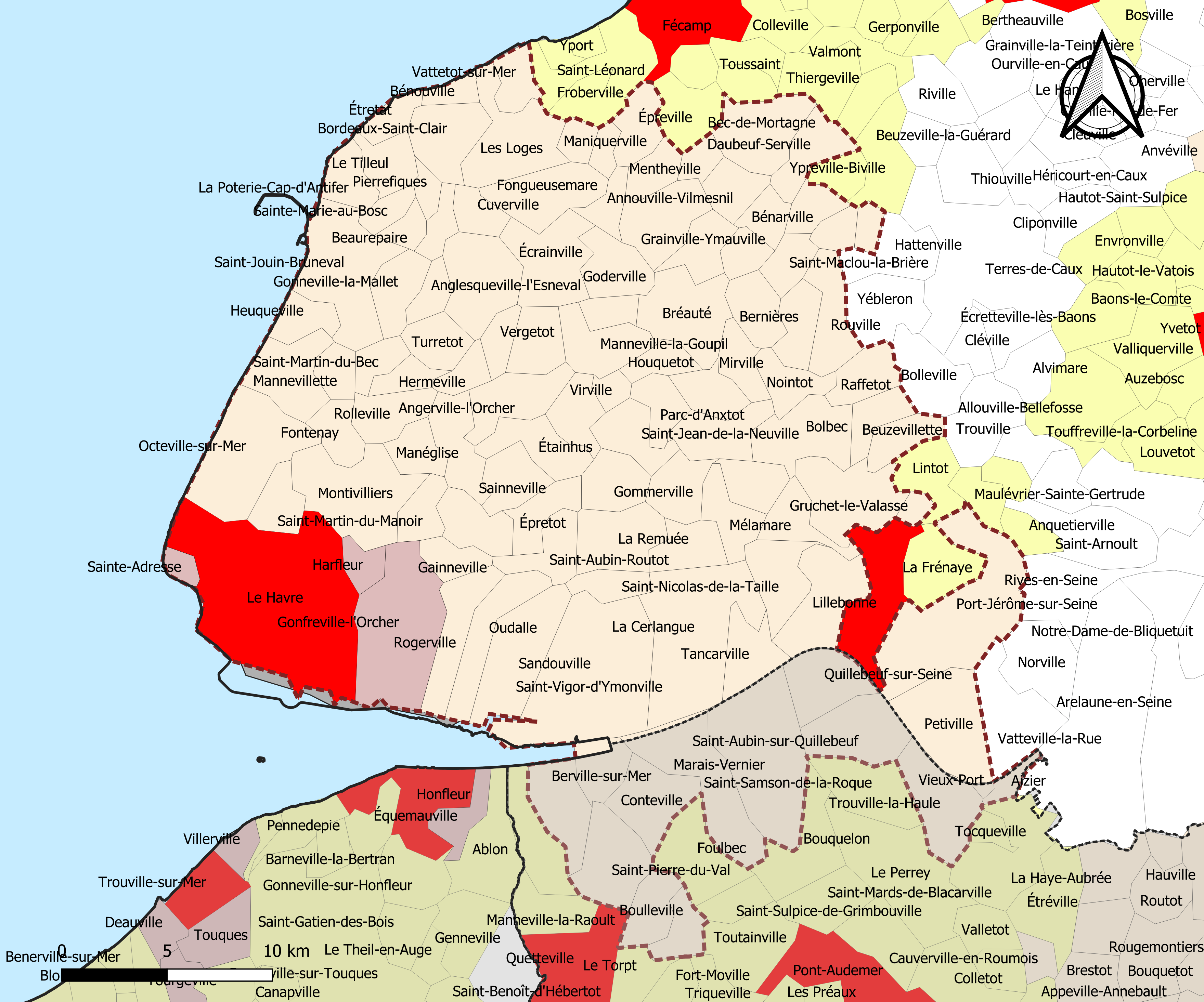
Aire d'attraction du Havre (2020).

## Toponymie
Le nom de la localité est attesté sous les formes Hulvedala en 1025 et Ouvedale jusqu'au XVe siècle,.
Son nom est d'origine scandinave (la graphie avec une h initiale est contraire à l'étymologie
vieux-scandinave). Le premier élément Ou- (anciennement Ouve-) est issu de l'ancien norrois ulfr « loup » (ou de l'anthroponyme Ulfr qui en est issu,) et dont l'évolution régulière en normand est Ouve- en composé avec -dalle au féminin. Il se perpétue dans le nom de famille normand Ouf, bien attesté dans la région,.
Le second élément -dalle s'explique par l'ancien norrois dalr « vallée, val, vallon » partiellement à l'origine des mots normands dalle « évier » et français dalle, par croisement avec un autre mot scandinave doeli « canal d'écoulement ».
Le sens global est donc « val au loup » ou « val aux loups » cf. la forme romane le Val des Leux à Mauny, nom d'un vallon débouchant également sur la Seine. Homonymie avec Louvedalle à Heudreville-sur-Eure, sans doute *Oulvedale devenu Louvedale par métathèse de [l] motivée par le sens et la ressemblance des mots ulfr et louve cf. aussi Ulfdal, ancien toponyme en Norvège et Uldal au Danemark.

## Politique et administration
| Période                                  | Période                    | Identité             | Étiquette | Qualité                        |
| ---------------------------------------- | -------------------------- | -------------------- | --------- | ------------------------------ |
| Les données manquantes sont à compléter. |                            |                      |           |                                |
| 1926                                     |                            | M. Hébourg           |           |                                |
| Les données manquantes sont à compléter. |                            |                      |           |                                |
| mars 1995                                | mars 2001                  | Georges Rousseau     |           |                                |
| mars 2001                                | 2014                       | Guy Lemoine          | EXD       |                                |
| 2014                                     | En cours (au 10 août 2020) | Jean-Michel Argentin |           | Réélu pour le mandat 2020-2026 |

## Démographie
L'évolution du nombre d'habitants est connue à travers les recensements de la population effectués dans la commune depuis 1793. Pour les communes de moins de 10 000 habitants, une enquête de recensement portant sur toute la population est réalisée tous les cinq ans, les populations de référence des années intermédiaires étant quant à elles estimées par interpolation ou extrapolation. Pour la commune, le premier recensement exhaustif entrant dans le cadre du nouveau dispositif a été réalisé en 2004.

En 2022, la commune comptait 499 habitants, en évolution de +10,4 % par rapport à 2016 (Seine-Maritime : +0,35 %, France hors Mayotte : +2,11 %).
| 1793 | 1800 | 1806 | 1821 | 1831 | 1836 | 1841 | 1846 | 1851 |
| ---- | ---- | ---- | ---- | ---- | ---- | ---- | ---- | ---- |
| 236  | 296  | 231  | 204  | 284  | 299  | 280  | 227  | 216  |

| 1856 | 1861 | 1866 | 1872 | 1876 | 1881 | 1886 | 1891 | 1896 |
| ---- | ---- | ---- | ---- | ---- | ---- | ---- | ---- | ---- |
| 223  | 215  | 203  | 195  | 184  | 193  | 211  | 225  | 216  |

| 1901 | 1906 | 1911 | 1921 | 1926 | 1931 | 1936 | 1946 | 1954 |
| ---- | ---- | ---- | ---- | ---- | ---- | ---- | ---- | ---- |
| 219  | 202  | 195  | 192  | 186  | 179  | 200  | 207  | 178  |

| 1962 | 1968 | 1975 | 1982 | 1990 | 1999 | 2004 | 2006 | 2009 |
| ---- | ---- | ---- | ---- | ---- | ---- | ---- | ---- | ---- |
| 181  | 151  | 183  | 252  | 330  | 368  | 364  | 355  | 364  |

| 2014 | 2019 | 2022 | - | - | - | - | - | - |
| ---- | ---- | ---- | - | - | - | - | - | - |
| 441  | 417  | 499  | - | - | - | - | - | - |

## Culture locale et patrimoine

### Lieux et monuments

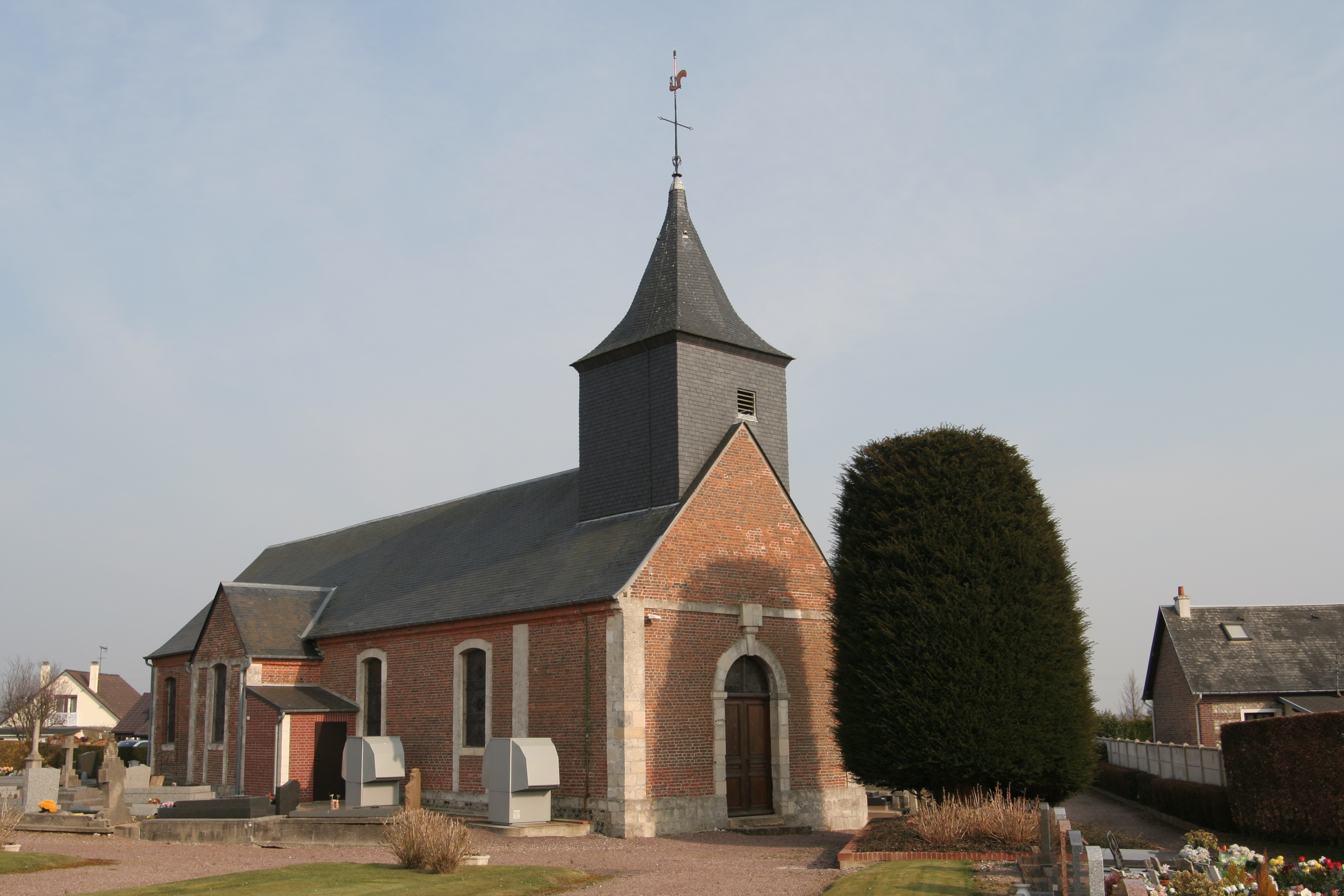
L'église Saint-Pierre.

- Église Saint-Pierre, construite en 1771 par l'abbé de Saint-Aubin d'Angers.

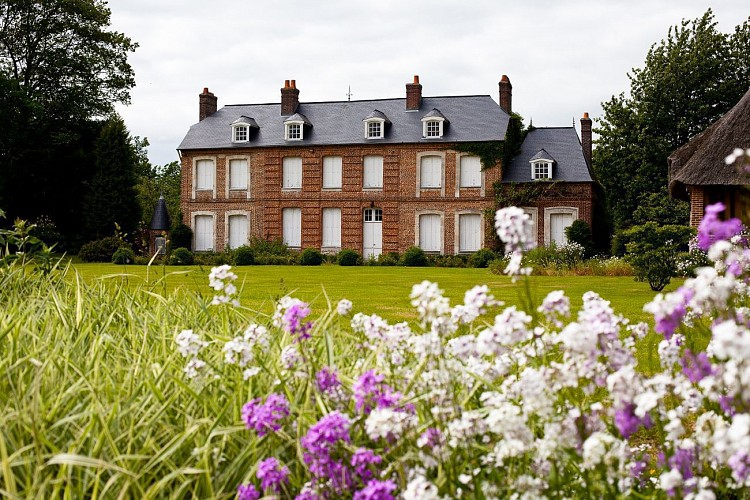
Manoir d'Oudalle.

- Manoir d'Oudalle.Manoir d'Oudalle, XVIIe, dit de Verguetot[28].
- Monument aux morts (1920)

### Personnalités liées à la commune
- Antoine Daniel de Perier d'Oudalle (1751-1844), chevalier du Lys, colonel de la première brigade de la garde nationale sédentaire de Rouen et propriétaire du manoir d'Oudalle dont il prit le nom.

### Héraldique
| Blason de Oudalle | Blason  | D’argent au chevron renversé de sinople, accompagné en chef d’une tête de loup arrachée de sable, au chef d’azur chargé d’un drakkar d’or. |
| Blason de Oudalle | Détails | |